# مقاطعة سيباستيان (أركنساس)
مقاطعة سيباستيان (بالإنجليزية: Sebastian County)‏ هي إحدى مقاطعات ولاية أركنساس في الولايات المتحدة الأمريكية.

## أعلام
- جون سيباستيان ليتل
- فيليب دالي